# Honto no Jibun
Singles de Buono!
Renai Rider
(2008)
Honto no Jibun (ホントのじぶん) est le 1er single du groupe de J-pop Buono!, sorti le 31 octobre 2007 au Japon sur le label Pony Canyon. 
Il atteint la 5e place du classement Oricon. Sortent aussi une édition limitée du single avec un DVD bonus, et une version "Single V" (vidéo) trois semaines plus tard. Les deux chansons du disque servent de génériques à la série anime Shugo Chara, et figureront sur le premier album du groupe, Café Buono! de 2008. La chanson-titre figurera aussi sur la compilation The Best Buono!, et la chanson en "face B" figurera aussi sur la compilation Shugo Chara! Song Best, toutes deux parues en 2010.

## Titres
CD Single
1. Honto no Jibun (ホントのじぶん?)
2. Kokoro no Tamago (こころのたまご?)
3. Honto no Jibun (instrumental) (ホントのじぶん...?)
4. Kokoro no Tamago (instrumental) (こころのたまご...?)

DVD de l'édition limitée
1. Honto no Jibun PV Dance Version (ホントのじぶん PV Dance Version?)
2. Buono! Debut Event Document (07.08.22  Odaiba Palette Town) (Buono! お披露目イベントドキュメント (07.8.22)?)

Single V
1. Honto no Jibun (Music Clip)
2. Honto no Jibun (Music Clip Making)
3. Honto no Jibun (Close Up Version)
4. Shugo Chara! (TV SPOT) (しゅごキャラ! (TV SPOT)?)